# Джеймс Гетфілд
Джеймс А́лан Ге́тфілд (англ. James Alan Hetfield; нар. 3 серпня 1963, Лос-Анджелес, Каліфорнія, США) — американський музикант, лідер треш-металу, пісняр, співак і ритм-гітарист американського треш/хеві-метал гурту «Metallica». Часто вважається одним з найкращих ритм-гітаристів в жанрів хеві-метал усіх часів.

## Життєпис

### Сім'я
Джеймс Алан Гетфілд народився 3 серпня 1963 в місті Лос-Анджелес, штату Каліфорнія. Батько Джеймса, Вірджил Лі Гетфілд (англ. Virgil Lee Hetfield, † 1996), — водій автобуса, покинув сім'ю, коли Джеймсу було 13 років, та мати Сінтія Бассетт (англ. Cyntia Bassett) — оперна співачка, були послідовниками релігійного руху Християнська наука Мері Бейкер Едді. За словами Джеймса, значна частина його життя в юності була пов'язана з християнством. Має англійські, німецькі, ірландські та шотландські коріння.
За своїми віруваннями, батьки Гетфілда не схвалювали як медицину, так і будь-які види медичного втручання — і не зрікалися своєї віри, навіть коли мати Джеймса помирала від раку (Джеймсу тоді було 16 років).
Смерть матері та важке відношення до релігії пізніше стали головними темами багатьох пісень гурту Metallica. Пісні — «Mama Said», «Dyers Eve» та «The God That Failed» — про батьків Джеймса, а «Until It Sleeps» — про рак.

### Музична кар'єра
Займатися музикою Джеймс почав у 9 років на фортепіано, потім грав на барабанах свого брата, і, нарешті, перейшов до гітари. Його першим гуртом була любительська команда «Obsession». Гурт складався з братів Veloz, що грали на бас-гітарі і барабанах, і Джима Арнольда на гітарі. Рон Макговні та Дейв Маррс сиділи на даху гаража Veloz і клацали на пульті керування світловими ефектами. Гурт грав відомі композиції таких гуртів як «Black Sabbath» та «Led Zeppelin». Після розпаду «Obsession» Маррс, Гетфілд та Макговні продовжували грати разом.
Після переїзду до Ла Бреа, Джеймс пішов до школи Brea Olinda і зустрівся з барабанщиком Джимом Мулліганом. Згодом з'явився Г'ю Таннер, і з ним вони створили «Phantom Lord». З Г'ю на соло-гітарі та Джимом на барабанах, Джеймс співав та грав на ритм-гітарі. Гурт змінив декілька басистів до того моменту, як Джеймс закінчив школу і повернувся до Дауні. У Дауні Джеймс переїхав до будинку батьків Рона Макговні, який мали знищити через розширення швидкісної автомагістралі. Цей будинок був ідеальним місцем для Джеймса та Рона, щоб збиратися разом, слухати та грати музику. Джеймс вмовив Рона грати на бас-гітарі та навіть обіцяв навчати його.
Третій гурт Джеймса «Leather Charm» складався з колишніх учасників «Phantom Lord». Окрім Джеймса та Рона, до нього ввійшли Хью Таннер і Джим Мулліган. Гурт «Leather Charm» був більш вдалим. Вони грали свої пісні та кавери, наприклад, «Quiet Riot» «Slick Black Cadillac» і «Remember Tomorrow» гурту «Iron Maiden». Гурт виступив на декількох концертах і записав демо, але почав розвалюватися: першим гурт покинув Таннер, і його замінив Трой Джеймс. Потім Мулліган перейшов до іншого, більш прогресивного гурту. Згодом гурт «Leather Charm» розпався. Найважливішою подією у житті Джеймса стала зустріч з уродженцем Данії, барабанщиком Ларсом Ульріхом: удвох заснували гурт Metallica.

### Нещасні випадки
Джеймс Гетфілд знаменитий нещасними випадками, які траплялися з ним. Під час турне в підтримку альбому «Master Of Puppets» він зламав руку, катаючись на скейтборді. Тоді Джеймса вперше замінив, на той момент супровідний гурту, Джон Маршал. Пізніше, 1987 року, він зламав руку ще раз. Через це було відкладено запис альбому «…And Justice for All», і скасовано участь у декількох шоу туру «Monsters of Rock'87». Згодом у контрактах Джеймса з'явився пункт «Ніяких скейтбордів».
Але, можливо, найзнаменитішим є випадок на спільному концерті з «Guns N' Roses» 1992 році на Олімпійському Стадіоні Монреаля. Під час виконання пісні «Fade to Black», Гетфілд підійшов до піротехнічного обладнання в той момент, коли воно спрацювало: Джеймс отримав опіки лівої руки та обличчя другого та третього ступеня — і був вимушений відмовитися від гри на гітарі. Замість ритм-гітариста під час туру був знову запрошений Джон Маршал з «Metal Church». Перед цим концертом піротехніки проінформували гурт, що під час виконання «Fade to Black» будуть використані нові спецефекти: з країв сцени буде феєрверк — проте піротехніки забули попередити, що старі спецефекти також залишаться. Будучи впевненим у тому, що старих спецефектів не буде, Джеймс став поряд з піротехнічною установкою і потік вогню висотою 4 метри обпік Джеймса з лівого боку.

### Реабілітація від алкоголізму
Під час запису альбому «St. Anger» Джеймс Гетфілд вирішив скоротити свою участь у записі для того, щоб пройти курс реабілітації від алкоголізму. За одинадцять місяців він повернувся до студії, щоб закінчити запис диска. Джеймс з'явився на публиці 2003 року, коли «Metallica» була номінована як «MTV Icon» року.
Наприкінці вересня 2019 року Metallica скасувала концерти 17—29 жовтня в Австралії та наступні — в Новій Зеландії — через те, що Джеймс Гетфілд опинився в лікарні, адже був змушений знову розпочати курс лікування від алкогольної залежності. Музиканти перепросили у твіттері та пообіцяли повернути гроші за куплені квитки.

### Проблеми з голосом
Після запису альбому «St. Anger» 2003 року Джеймс отримав серйозну травму зв'язок, тому що в цьому альбомі використовувався низький, в порівнянні зі стандартним, лад Drop D. Джеймсу було важко співати — і в нього виникли проблеми з голосом. Поступово до Джеймса почав повертатися голос, що досить відчутно, порівнюючи новіші концертні записи з записами часів «St. Anger». Приблизно така ж ситуація виникала 1991 року, коли Гетфілд зірвав голос під час запису «The Black Album». Тоді на концертах гурту довелося налаштовувати гітари на тон нижче лише для того, щоб Джеймсу було легше співати.

## Особисте життя
У вільний час Джеймс захоплюється полюванням, колекціонуванням рідкісних гітар, катанням на скейтборді, сноуборді, водними лижами, працею у гаражі, стежить за іграми своєї улюбленої команди «Oakland Raiders», та відвідує гонки хот-родів. Джеймсу подобається музика таких виконавців, як «Black Sabbath», «Motorhead», «Lynyrd Skynyrd», «Thin Lizzy», Том Вейтс, Нік Кейв та «Ted Nugent».
Він виставив свій Chevrolet Camaro 1968 року випуску на продаж на eBay. Отримані гроші були використані на підтримку музичної шкільної програми. Авто використовується у кліпі на пісню «I Disappear» і дісталося йому як подарунок після завершення зйомок.
Гетфілд одружився з Франческою Томасі (англ. Francesca Tomasi) 17 серпня 1997 року. У нього є діти: Калі (англ. Cali) (13 червня 1998), Кастор (англ. Castor) (18 травня 2000) і Марселла (англ. Marcella) (17 січня 2002).
Ходять чутки, що до одруження з Франческою, Джеймс Гетфілд мав стосунки з жінкою на ім’я Крістін (англ. Christine), яка стала натхненницею хіта «The Unforgiven» гурту Металіка. Незважаючи на те, що пара так і не одружилася, їхні стосунки стали важливою частиною життя і кар’єри Гетфілда.
У серпні 2022 року з'явилась інформація про розлучення Джеймса та Франчески після 25 років шлюбу. Джерела, близькі до пари, розповіли, що Гетфілд подав документи на розлучення ще на початку 2022 року. Але про це офіційно не повідомлялося і колишнє подружжя тримало інформацію про розрив у таємниці більш ніж півроку. Зазначається, що Джеймс і Франческа змогли зберегти дружні стосунки.
В квітні 2023 року Джеймса Гетфілда було помічено з новою подружкою. Трохи пізніше стало відомо, що нову партнерку Джеймса звуть Адріана Джіллетт (англ. Adriana Gillett).

## Підтримка України
Під час повномоштабного вторгнення він з гуртом  відкрив благодійний фонд допомоги для України.
У 2023 році відвідував українських поранених військових у лікарні США.

## Цитати
- «Я буду жалкувати через те, що зроблено, а не через те, що не зроблено»
- «Всі народжуються добрими, у всіх душа одного розміру»
- «Я обираю жити, а не існувати»
- «Ти розумієш, що чогось досяг, коли люди починають копіювати твій стиль»
- «Мої батьки розлучилися, коли мені було 12-13 років, і мама померла, коли мені було 16. Все, що тоді існувало для мене — це музика. Я хотів все тримати під контролем, ніби від страху перед самотністю. Я боюся довіряти людям тому, що не знаю, як це робиться. Не розумію, як це»
- «Страшно бачити парочки, які обіймаються під час Nothing Else Matters. О дідько, а я думав, це шоу Металліки.»
- «Гей, моя дочка відкриває мені пиво, а їй лише 4 місяці! Йей[уточнити], я щасливий батько!»
- «Вперше я грав тверезим просто тому, що забув хильнути»
- «Люди кидалися в нас черевиками на шоу в Лос-Анджелесі та Сан-Франциско. Я не знаю чому. Мовби: „Ви такі круті, ось вам черевик“»[15]

## Гітари
Джеймс Хетфілд є власником великої кількості гітар. Його колекція складається з наступних гітар:

### Електрогітари
- Ken Lawrence Explorer
- Ken Lawrence Custom Les Paul
- Gibson Les Paul 57 Custom
- Gibson Explorer 1984
- Gibson Explorer 1976 «Rusty»
- Gibson Flying V
- Zemaitis Flying V
- James Trussart SteelDeville
- James Trussart SteelX Perforated
- ESP Iron Cross
- ESP JH-1
- ESP JH-2
- ESP JH-3
- ESP Snakebyte
- ESP Explorer MX220 «Fuk'em up»
- ESP Explorer MX250 «Eet Fuk»
- ESP Explorer MX250 Black
- ESP Explorer MX250 White
- ESP Explorer MX250 «Man to wolf»
- ESP Explorer MX250 «Elk»
- ESP Explorer MX250 «Deer Skull»
- ESP Explorer MX250 «Papa Het»
- ESP LTD Grynch
- ESP Truckster
- ESP Black Truckster
- Gretsch White Falcon
- Fender Telecaster 1952
- Jackson King V «Kill Bon Jovi»

### Акустичні гітари
- Line 6 Acoustic Variax
- Gibson Chet Atkins